# يومي شيمورا
يومي شيمورا (باليابانية: 志村由美؛ بالكانا: しむら ゆみ) هي مؤدية صوت يابانية، ولدت في 30 نوفمبر 1982 في ياماناشي في اليابان.

## وصلات خارجية
- يومي شيمورا على موقع IMDb (الإنجليزية)
- يومي شيمورا على موقع ميوزك برينز (الإنجليزية)
- يومي شيمورا على موقع قاعدة بيانات الفيلم (الإنجليزية)
- يومي شيمورا على موقع ANN person (الإنجليزية)